# Општина Белоградчик
Општина Белоградчик (буг. Община Белоградчик) је општина на северозападу Бугарске и једна од једанаест општина Видинске области. Општински центар је град Белоградчик. Према подацима са пописа из 2021. године општина је имала 5.049 становника.
Општина се на западу граничи са Србијом, на северу са општином Макреш, на североистоку са општином Димово, а на југоистоку са општином Чупрене. Простире се на површини од 410,67 km².

## Насељена места
Општину чине 18 насељених места од којих једно има статус града, а осталих 17 статус села:
- Белоградчик
- Боровица
- Вештица
- Врба
- Гранитово
- Граничак
- Дабравка
- Крачимир
- Ошане
- Праужда
- Пролазница
- Рабиша
- Рајановци
- Салаш
- Сливовник
- Стакевци
- Струиндол
- Чифлик